# 희루
희루는 대한민국의 가수다. 2013년 싱글 앨범 [데려가 줘]로 데뷔했다.

## 방송
- 히든싱어 1 (2013) - 조관우 편 4위

## 음반
- 데려가 줘 (2013)
- 완벽한 타인 (2023)